# 梅爾貝克河
52°21′44″N 7°39′06″E / 52.362180°N 7.651655°E

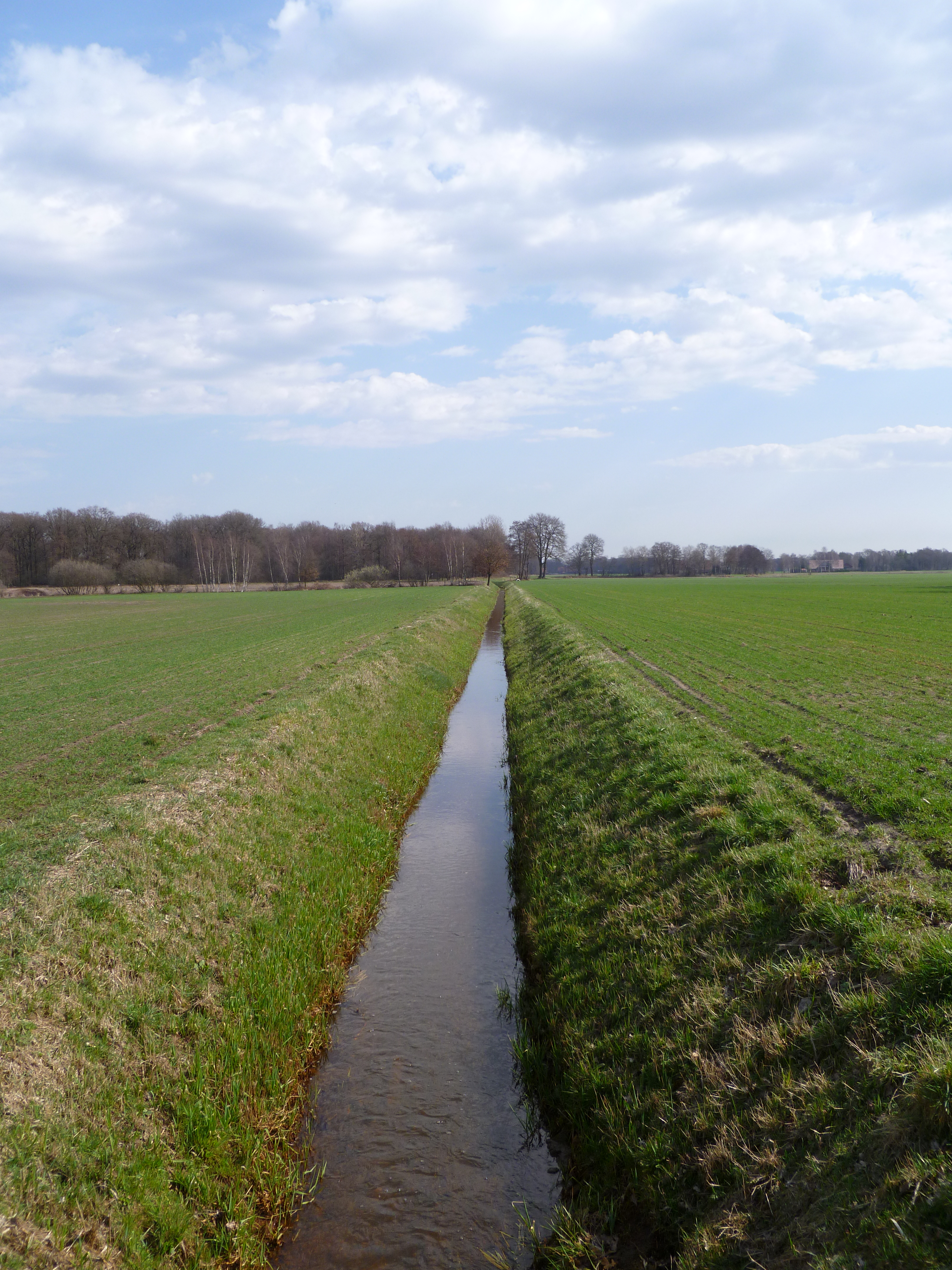
梅爾貝克河

梅爾貝克河（德語：Meerbecke），是德國的河流，位於該國西部，處於北萊茵-威斯特法倫州，屬於施佩勒河的支流，河道全長5.2公里，發源地海拔高度46米。

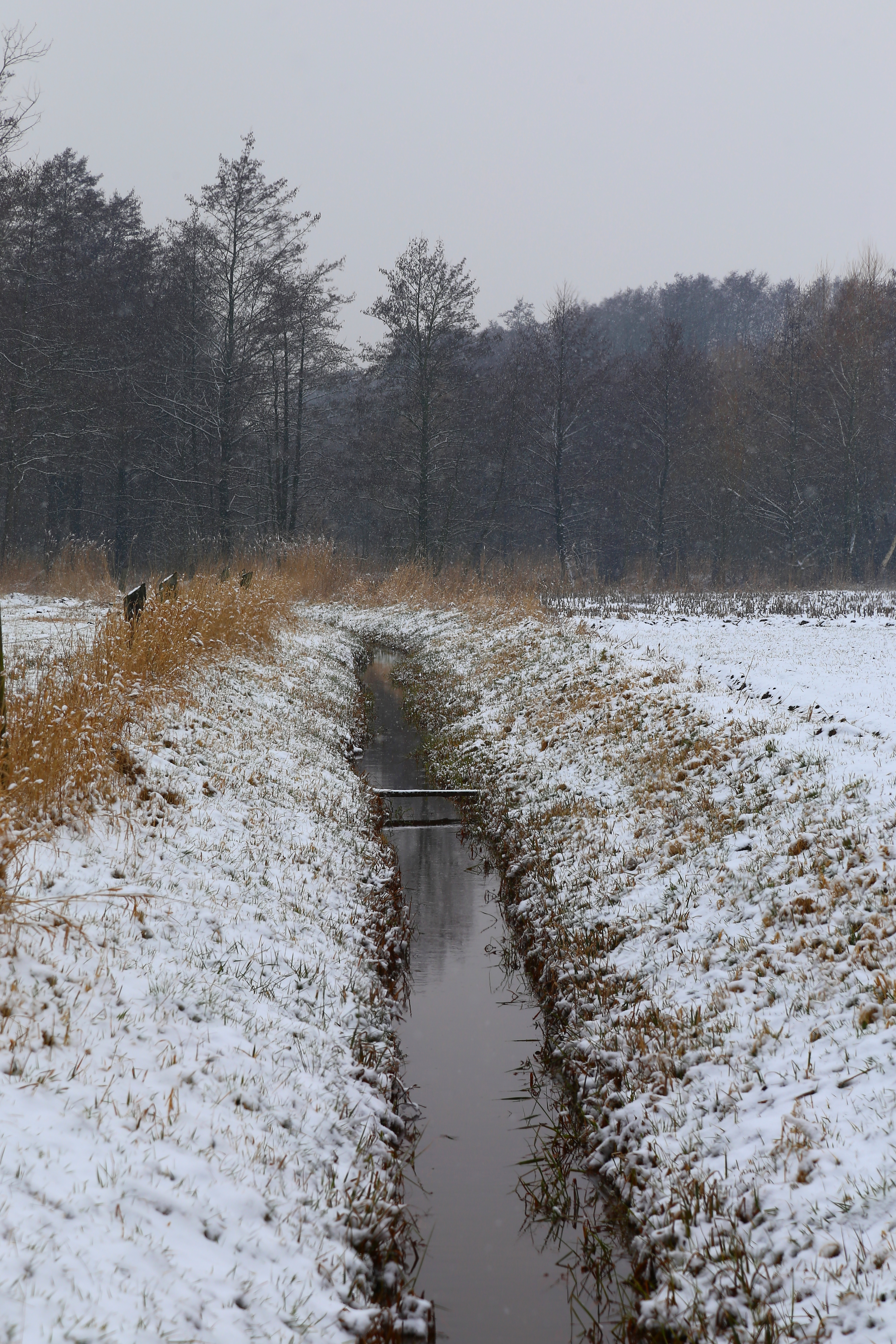
冬季雪景